# Cahervagliair Fort
Cahervagliair (auch Cahervagliar) im Townland Coppeen West (auch Cappeen West, irisch Caipín Thiar), unweit des Zusammentreffens von R585 und R588 (Straßen) im County Cork in Irland ist eine historische Stätte von hohem archäologischen Rang. Die doppelt umwallte Anlage ist eine der wichtigsten Residenzen des mythischen Cineál (Geschlecht/Familie) Laoghaire (engl. King Lear#Literarische Vorlagen und kulturelle Bezüge). Es wird vermutet, dass der Name Cahervagliar von irisch Cathair Mhac Laoghaire („Fort des Sohnes von Laoghaire“) stammt. Caher ist die anglisierte Form der irischen Wortes „cathair“ (was in einigen Regionen der Insel Dun bzw. Steinfort bedeutet). 
Cahervagliar hat einen inneren Durchmesser von 42 m und insgesamt und mit zwei äußeren Wällen und Gräben einen von 75 m Durchmesser. Der innere Wall aus Erde und Stein (daher weder Dun noch Rath), verfügt im Nordosten über einen Zugang aus Trockenmauerwerk. Dieser ist etwa sieben Meter tief und im leicht trapezioden Querschnitt etwa zwei Meter hoch und breit und hat einen gewaltigen Sturz. Der Eintritt ist die Hauptattraktion und in „The Journal of Irish Archäologie“ wird vermerkt:
Innen liegt an der linken Seite eine hufeisenförmiger Steinhaufen, der ein zerstörter Clochán sein könnte.
Das Fort wird durch die lokale Folklore mit dem Hochkönig Brian Boru, einer historischen irischen Figur verbunden, der hier im Alter zwischen 8 und 16 Jahren, als Geisel gehalten worden sein soll. Aufgrund seiner Größe und des imposanten Zugangsmauerwerks muss Cahirvagliair von jemandem von Bedeutung gebaut worden sein und kann sogar ein königlicher Wohnsitz gewesen sein.
Das Fort wurde im Jahre 1915 unter staatlichen Schutz gestellt ist aber in schlechtem Zustand. Die Gräben und Wälle, die in den Jahren 1983 und 84 restauriert wurden, sind in Teilen, fast nicht mehr existent.

## Die Steinkreise
Es gibt in Coppeen und Umgebung sechs Steinkreise in einem Radius von zwei Meilen. Diese Seltenheit kann mit dem River Bride zu tun haben, der durch das "Beal na Blath" fließt. Bride hat Bedeutung, da der Name von der heidnischen Göttin Brigid abgeleitet ist, die die Fruchtbarkeit symbolisiert. In diesem Bereich stößt man auf sogenannte Fünf-Stein-Kreise (Recumbent Stone Circle) und solche mit mehr Steinen.